# Нікобарські острови
Нікоба́рські острови — група островів у східній частині Індійського океану, належить індійській союзній території Андаманські і Нікобарські острови, до складу якої вони ввійшли разом з Андаманськими островами у 1950 році. Води Бенгальської затоки відокремлюють архіпелаг від материкової Індії. На півночі знаходяться Андаманські острови, на півдні — індонезійський острів Суматра, на сході — Андаманське море.

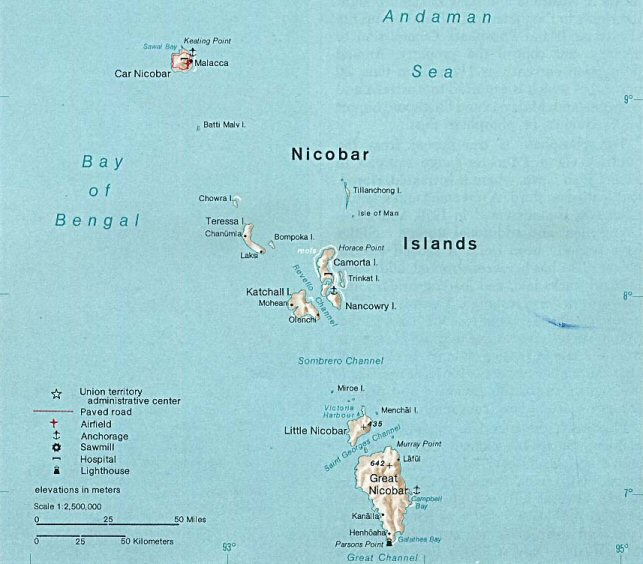
Мапа Нікобарських островів

Площа становить 1841 км², населення до великого землетрусу в Індійському океані й викликаного ним цунамі в 2004 році налічувало близько 42 тисяч осіб, що населяли 12 з 22 островів архіпелагу. За даними перепису 2011 року населення Нікобарських островів становило 36 819 осіб, серед них 22 886 нікобарців, 229 шомпенів, решта — вихідці з материкової Індії. Частина жителів Нікобарських островів майже не має контакту з цивілізацією[джерело?] і живе за первісними порядками.
Найбільшими островами є Кар-Нікобар, Великий Нікобар, Човра, Тересса, Нанкаурі, Катчал і Малий Нікобар. Адміністративним центром є селище Малакка (англ. Malacca), розташоване на острові Кар-Нікобар.
1756 року Нікобарські острови стали колонією Данії. Данці з перервами володіли островами до 1848 року, перш ніж вони перейшли у володіння Великої Британії. В період між 1778 і 1783 роками Нікобарські острови були ще першою австрійською заморською колонією. Після оголошення Індією незалежності в 1947 Нікобари стали її союзною територією.
Окремі Нікобарські острови, що розташовані поблизу Андаманського архіпелагу, впродовж десятиліть закриті індійським урядом від відвідувачів, щоб захистити первісне населення островів від непередбачуваного впливу цивілізації[джерело?]. Доступ на острови як виняток отримували лише деякі дослідники. Серед тубільного населення існують ознаки канібалізму[джерело?]. Нікобарські мови належать до австроазійської сім'ї мов, а риси більшості жителів островів — монголоїдні. Напівкочові шомпени не знайомі навіть із вживанням вогню, а їхня мова не схожа на жодну іншу мову
Стратегічно важливі острови архіпелагу використовуються індійською армією і військово-повітряними силами як база, що нерідко веде до конфліктів з аборигенами.